# Nostro pane quotidiano
Nostro pane quotidiano (Our Daily Bread) è un film del 1934 diretto da King Vidor.

## Trama
Negli anni della depressione, due giovani sposi lasciano la città per cercare di sopravvivere con il loro lavoro in campagna. Hanno un arido appezzamento di terra nel Mid-West: cominciano a lavorarlo in forma cooperativa insieme ad altri disoccupati, tentando di riportare in attività una vecchia fattoria abbandonata. La siccità, gli speculatori, i problemi tra gli aderenti della cooperativa portano John, il giovane che ha dato l'avvio all'esperimento, alla decisione di lasciare tutto e di ritornare in città. Ma ben presto si pente: torna dai compagni che ha lasciato e, con decisione, si impegna nello scavo di un canale di irrigazione che dovrà portare l'acqua ai campi, salvando la piccola comunità.

## Produzione

### Riprese
Tarzana, Los Angeles, California

## Distribuzione
Il film uscì il 2 ottobre 1934 distribuito dalla United Artists. Venne ridistribuito nel 1940 con il titolo Hell's Crossroads dalla Astor Pictures.

### Data di uscita
Date di uscita IMDB
- USA	1º agosto 1934	 (Chicago, Illinois) (première)
- USA	2 ottobre 1934
- Austria	1935
- Danimarca	22 luglio 1935
- Finlandia	15 dicembre 1935
- Portogallo	17 febbraio 1936
- USA	9 febbraio 1940	 (riedizione)

Alias
- Our Daily Bread	USA (titolo originale)
- The Miracle Of Life UK
- El pan nuestro de cada día	Spagna
- Hell's Crossroads	USA (titolo riedizione)
- Jokapäiväinen leipämme	Finlandia
- Nostro pane quotidiano	Italia
- Notre pain quotidien	Francia (versione doppiata)
- O Pão Nosso de Cada Dia	Portugal
- The Miracle of Life	USA (titolo di lavorazione)
- Ton arton imon ton epiousion	Grecia
- Unser tägliches Brot	Germania
- Vort daglige brød	Danimarca
- Welt ohne Geld	Austria